# Auto-Runner
Ein Auto-Runner ist ein Computerspielgenre und Untergenre des Jump ’n’ Run, Geschicklichkeitsspiel und Rennspiel, das sich dadurch auszeichnet, dass die Spielfigur automatisch eine Strecke verfolgt, ohne zu stoppen und der Spieler dabei Hindernissen ausweichen und gegebenenfalls Gegenstände einsammeln muss. Dabei hat der Spieler in der Regel nicht mehr die Möglichkeit zurückzukehren. Ist die Strecke zum Beispiel aufgrund einer prozeduralen Generierung nicht endlich, wird auch von einem Endless-Runner oder Infinite-Runner gesprochen. Ein Shooter-Spiel, in dem der Bewegungsverlauf vom Spiel vorgeben wird und der Spieler nur seine Waffe frei kontrollieren und steuern kann, wird hingegen als Rail Shooter bezeichnet.
Beliebt sind solche Spiele vor allem auf Smartphones und Tabletcomputern, da sich dort die Figur mit einem Touchscreen oder dem Neigungssensor einfach steuern lässt. Die Spieldauer eines einzelnen Laufs ist meist kurz, was die Wiederspielbarkeit und den Suchtfaktor erhöht und besonders Casual Gamer ansprechen soll. Durch Sammeln bestimmter Gegenstände steigt der Spieler meist in Highscore-Tabellen auf und kann Power-ups nutzen. Subway Surfers ist das am meistenheruntergeladen Android-Spiel und damit der bekannteste Vertreter des Genres. Neben dem Genrebegriff steht das Wort auch für ein Spielprinzip, welches in unterschiedlichen Spielen, wie zum Beispiel Crash Bandicoot und Limbo enthalten ist. Nicht zu verwechseln ist das Genre mit Spielen mit andauernden schnellen Geschwindigkeiten wie Sonic oder Parkour-Spielen wie Mirror’s Edge, wo man zwar Rennen muss, sich aber frei in alle Richtungen bewegen kann und dies nicht automatisch tut.

## Geschichte
Als erste Genreverterter führt die Seite MobyGames das Spiel 3-D WorldRunner aus dem Jahr 1997 für das Nintendo Entertainment System und Pepsiman aus dem Jahr 1999 für die PlayStation auf. Als erstes modernes Spiel wird Canabalt aus dem Jahr 2009 aufgeführt. Giant Bomb hingegen nennt Jump Bug aus dem Jahr 1981, Moon Patrol aus dem Jahr 1982, sowie einige Sequenzen aus Sonic 2 aus dem Jahr 1992 und der ersten Sega-Master-System-Version von Aladdin als erste Genrevertreter.
Das Genre ist von den Plattformer-Spielen der 1980er- und 1990er-Jahre inspiriert. Weitere Vorreiter des Genres sind Aztec Challenge aus dem Jahr 1982 und die Hugo-Spieleserie (ab 1994).

## Beispiele
3D:
- Temple Run und Nachfolger
- Subway Surfers
- Ich – Einfach unverbesserlich: Minion Rush
- Rail Rush
- Lara Croft: Relic Run
- Hugo

Horizontal:
- Stick Run
- Flappy Bird
- Super Mario Run
- Geometry Dash
- Sonic Dash
- Pac-Man Dash!
- Jetpack Joyride
- Zombie Tsunami
- Super Meat Boy Forever[10]
- Canabalt
- Bit.Trip Runner
- Giant Boulder
- Line Runner
- Vector

Vertikal:
- Icy Tower
- Doodle Jump
- Rayman Jungle Run

Egoperspektive:
- Into The Dead
- FOTONICA

Draufsicht:
- Piano Tiles
- Rolling Sky
- Super Hexagon
- Crossy Road (nur Endless-Runner)
- Folge der Linie